# Univision
Univision (Унівісьо́н — з ісп. «об'єднане телебачення», Univisión) — разом з дочірньою компанією Телефутура, найбільша іспаномовна телекомунікаційна компанія США, та п'ята за величиною в країні, після Fox, ABC, NBC та CBS. Головний конкурент у іспаномовному сегменті телеглядачів — компанія Telemundo. Найчастіше користуються послугами компанії в США (новинні випуски, ток-шоу, розважальні передачі); серіали, в основному, закуповуються в країнах Латинської Америки. Штаб-квартири каналу розташовані в Маямі та Лос-Анджелесі.

## Історія виникнення
Як перший повноцінний загальнонаціональний іспаномовний телеканал Univision сформувався у США до середини 90-х на базі регіональних теле- та радіостанцій, у першу чергу іспанського радіо Сан-Антоніо, Техас.

## Аудиторія
Основна аудиторія каналу — латиноамериканці в США, чисельністю понад 45 млн осіб (більше 15 % населення країни), а також жителі Пуерто-Рико (4 млн осіб)

## Комерційний та професійний успіх
Univision є успішним каналом в основному завдяки бурхливому зростанню кількості латиноамериканців, в першу чергу мексиканців у США. Головний продукт прайм-тайму, привертає мільйони глядачів, це знамениті мексиканські серіали (теленовели).
У 2003 і 2004 роках канал отримав ексклюзивне право показу в США пісенного конкурсу «Євробачення».